# Pedro Albiñana
Pedro Albiñana (Reus, 28 de febrero de 1897-20 de noviembre de 1979) fue un ciclista español, que compitió entre 1926 y 1931. Consiguió ganar el Campeonato de Barcelona en 1928.

## Palmarés
1928
- 1º en el Campeonato de Barcelona

1930
- 6º en la Volta a Cataluña
- 2º en el Circuito de la Ribera del Jalón

1931
- 10º a la Vuelta a Levante